# Gobernación de Gafsa
La Gobernación de Gafsa (en árabe: ولاية قفصة) es una de las veinticuatro gobernaciones de Túnez. Está situada en el centro de Túnez. Cubre un área de 8.990 km² y tiene una población de 337.331 habitantes, según el censo de 2014. La capital es Gafsa.

## Delegaciones con población en abril de 2014
- Belkhir 14,784
- El Guettar 20,137
- El Ksar 36,482
- Gafsa Nord 10,022
- Gafsa Sud 101,148
- Mdhila 15,306
- Métlaoui 38,634
- Moularès 27,012
- Redeyef 26,976
- Sened 36,746
- Sidi Aïch 10,084